# Kryterium Asów Polskich Lig Żużlowych 1982
I Kryterium Asów Polskich Lig Żużlowych odbył się 28 marca 1982. Zwyciężył Marek Ziarnik.

## Wyniki
- 28 marca 1982 (niedziela), Stadion Polonii Bydgoszcz

| Msc. | Zawodnik                 | Klub                 | Pkt  |             |  |
| ---- | ------------------------ | -------------------- | ---- | ----------- |  |
| 1    | (11) Marek Ziarnik       | Polonia Bydgoszcz    | 14   | (2,3,3,3,3) |  |
| 2    | (10) Piotr Pyszny        | ROW Rybnik           | 13   | (3,2,3,2,3) |  |
| 3    | (5) Bolesław Proch       | Polonia Bydgoszcz    | 12   | (3,3,1,3,2) |  |
| 4    | (6) Alfred Siekierka     | Kolejarz Opole       | 10+3 | (1,3,1,3,2) |  |
| 5    | (16) Eugeniusz Błaszak   | Start Gniezno        | 10+2 | (3,2,2,1,2) |  |
| 6    | (8) Leonard Raba         | Kolejarz Opole       | 10+1 | (2,3,1,22)  |  |
| 7    | (7) Wojciech Żabiałowicz | Apator Toruń         | 9    | (0,1,2,3,3) |  |
| 8    | (12) Marek Kępa          | Motor Lublin         | 6    | (0,1,0,2,3) |  |
| 9    | (15) Ryszard Buśkiewicz  | Unia Leszno          | 6    | (2,0,3,d,1) |  |
| 10   | (3) Andrzej Huszcza      | Falubaz Zielona Góra | 5    | (u,2,2,0,1) |  |
| 11   | (2) Roman Jankowski      | Unia Leszno          | 4    | (2,0,2,0,0) |  |
| 12   | (13) Zenon Plech         | Wybrzeże Gdańsk      | 4    | (0,2,1,1,d) |  |
| 13   | (14) Piotr Podrzycki     | Start Gniezno        | 4    | (1,1,0,1,1) |  |
| 14   | (1) Jerzy Kochman        | Śląsk Świętochłowice | 3    | (3,d,0,0,d) |  |
| 15   | (4) Jan Ząbik            | Apator Toruń         | 3    | (1,0,0,2,0) |  |
| 16   | (9) Edward Jancarz       | Stal Gorzów Wlkp.    | 1    | (1,u,-,-,-) |  |
|      | rez. Andrzej Maroszek    | Polonia Bydgoszcz    | ns   |             |  |
|      | rez. Ryszard Czarnecki   | Stal Rzeszów         | 5    | (3,1,1)     |  |